# Piercing de língua

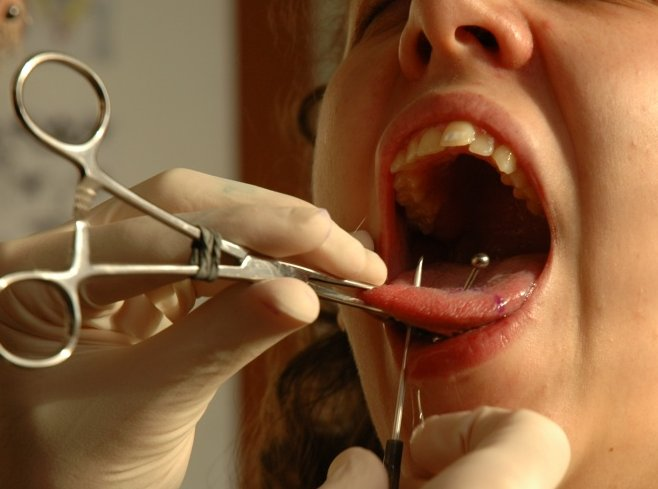

Um piercing de língua é uma modificação corporal que consiste na aplicação de um piercing na língua. Dentre os principais riscos desse tipo de modificação estão o de infecção, sangramento prolongado, dor e inchaço, dentes danificados, ferimento na gengiva, interferência com a função normal da boca e endocardite.

#### Riscos
Uma pesquisa revelou que o uso de piercing oral e perioral pode trazer diversas complicações, como dor, inchaço, danos aos dentes, dificuldades na fala, deglutição e mastigação, além de infecções. A falta de informação sobre os riscos e cuidados necessários é um fator preocupante, já que a maioria das complicações está ligada à higiene inadequada e à falta de conhecimento sobre biossegurança, tanto por parte de quem coloca o piercing quanto de quem o usa. É crucial que os profissionais de saúde sejam capacitados para orientar e informar sobre os riscos e consequências do uso de piercings, além de ser necessário um acompanhamento e fiscalização mais rigorosos dos serviços de colocação, visando minimizar os danos à saúde.